# شهرستان کولپینسکی
شهرستان کولپینسکی (به لاتین: Kolpinsky District) یک شهرستان در روسیه است که در سن پترزبورگ واقع شده‌است.

## خواهرخوانده
شهر اریول خواهرخواندهٔ شهرستان کولپینسکی هست.